# العلاقات الدومينيكانية الكونغوية
العلاقات الدومينيكانية الكونغولية هي العلاقات الثنائية التي تجمع بين جمهورية الدومينيكان وجمهورية الكونغو.

## مقارنة بين البلدين
هذه مقارنة عامة ومرجعية للدولتين:
| وجه المقارنة                                              | جمهورية الدومينيكان | [[تصنيف:صفحات تستخدم رمز علم غير موجود\|]] جمهورية الكونغو |
| --------------------------------------------------------- | ------------------- | ---------------------------------------------------------- |
| المساحة (كم2)                                             | 48.67 ألف           | 342.00 ألف                                                 |
| عدد السكان (نسمة)                                         | 10.40 مليون         | 5.26 مليون                                                 |
| الكثافة السكانية (ن./كم²)                                 | 213.68              | 15.38                                                      |
| العاصمة                                                   | سانتو دومينغو       | برازافيل                                                   |
| اللغة الرسمية                                             | اللغة الإسبانية     | لغة فرنسية                                                 |
| العملة                                                    | بيزو دومنيكاني      | فرنك وسط أفريقي                                            |
| الناتج المحلي الإجمالي (بليون دولار)                      | 75.93 مليار         | 8.72 مليار                                                 |
| الناتج المحلي الإجمالي (تعادل القوة الشرائية) بليون دولار | 149.89 مليار        | 29.48 مليار                                                |
| الناتج المحلي الإجمالي الاسمي للفرد دولار أمريكي          | 6.47 ألف            | 1.85 ألف                                                   |
| الناتج المحلي الإجمالي للفرد دولار أمريكي                 | 13.26 ألف           |                                                            |
| مؤشر التنمية البشرية                                      | 0.715               | 0.591                                                      |
| رمز المكالمات الدولي                                      | +1809، +1829، +1849 | +242                                                       |
| رمز الإنترنت                                              | .do                 | .cg                                                        |
| المنطقة الزمنية                                           | 00                  | ت ع م+01:00                                                |

## منظمات دولية مشتركة
يشترك البلدان في عضوية مجموعة من المنظمات الدولية، منها:
| علم المنظمة | اسم المنظمة                                 | تاريخ انضمام جمهورية الدومينيكان | تاريخ انضمام جمهورية الكونغو |
| ----------- | ------------------------------------------- | -------------------------------- | ---------------------------- |
|             | البنك الدولي للإنشاء والتعمير               | 18 سبتمبر 1961                   | 10 يوليو 1963                |
|             | يونسكو                                      | 4 نوفمبر 1946                    | 24 أكتوبر 1960               |
|             | منظمة التجارة العالمية                      | ?                                | ?                            |
|             | وكالة ضمان الاستثمار متعدد الأطراف          | 7 مارس 1997                      | 16 أكتوبر 1991               |
|             | منظمة الشرطة الجنائية الدولية               | ?                                | ?                            |
|             | مؤسسة التمويل الدولية                       | 31 أكتوبر 1961                   | 1 أكتوبر 1980                |
|             | الأمم المتحدة                               | 24 أكتوبر 1945                   | 20 سبتمبر 1960               |
|             | مجموعة دول أفريقيا والكاريبي والمحيط الهادئ | ?                                | ?                            |
|             | مؤسسة التنمية الدولية                       | 16 نوفمبر 1962                   | 8 نوفمبر 1963                |
|             | منظمة حظر الأسلحة الكيميائية                | ?                                | ?                            |